# Zlatko Junuzović

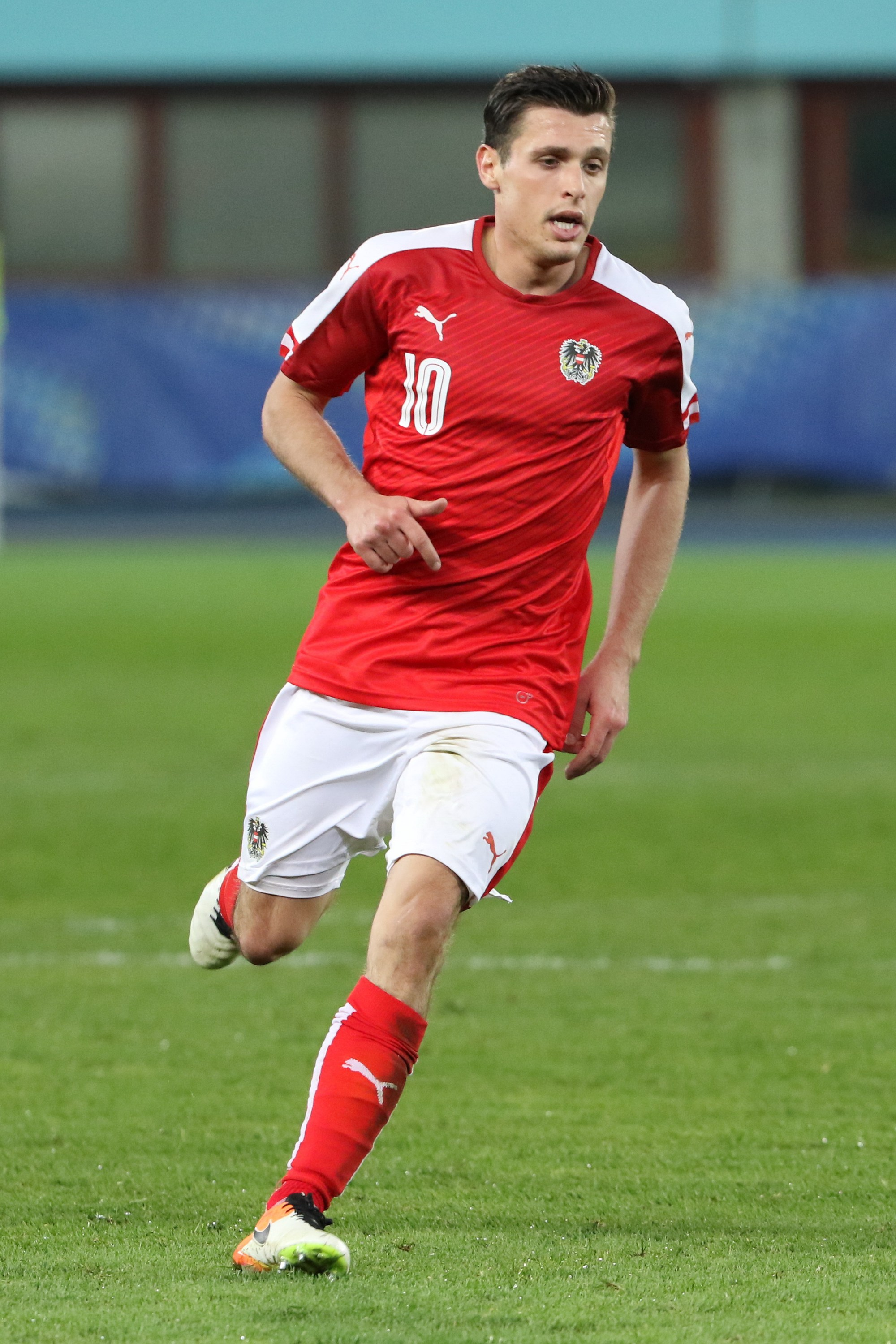
Zlatko Junuzović (rechts) im Länderspiel gegen die Türkei am 29. März 2016

Zlatko Junuzović (* 26. September 1987 in Loznica, SFR Jugoslawien) ist ein österreichischer Fußballspieler und -trainer.

## Karriere

### Als Spieler

#### Verein
Zlatko Junuzović wurde in Loznica in der damaligen jugoslawischen Teilrepublik Serbien geboren und verbrachte seine ersten Lebensjahre im 30 Kilometer entfernten bosnischen Zvornik. Auf Grund des Bosnienkrieges kam er im Alter von fünf Jahren mit seinen Eltern nach Kühnsdorf in Kärnten und begann dort seine fußballerische Laufbahn. Als Elfjähriger ging er nach Graz zur Sporthauptschule Bruckner – Werner Gregoritsch war dort damals als Lehrer tätig – und wurde mit der SHS 2002 Steirischer Schulmeister. Anschließend begann er, beim Grazer AK zu spielen.
Nach seinem Wechsel in die HIB Liebenau nahm er im November 2003 mit der GAK Akademie an der ISF-Weltmeisterschaft (Internationale Schulsportföderation) in Shanghai teil und wurde im Herbst 2004 in den erweiterten Kader der GAK Amateure aufgenommen. Im Frühjahr 2005 war er unter Trainer Harry Gamauf bereits Stammspieler mit fünf Toren in der laufenden Meisterschaft.
Bald wurde auch Trainer Walter Schachner auf Junuzović aufmerksam. Er ließ das Talent über einen längeren Zeitraum bei den Profis mittrainieren und wechselte ihn erstmals am 14. Mai 2005 im Meisterschaftsspiel gegen den SK Sturm Graz in der 74. Minute ein. Das gelungene Debüt in der Profimannschaft und ein weiterer Einsatz im Spiel gegen den FC Wacker Tirol waren erste Höhepunkte in Junuzovićs fußballerischer Karriere. Mit der Herbstsaison 2005 wurde er Stammspieler; er erzielte je einen Treffer in Europacup und Meisterschaft.
Nach Ende der Frühjahrssaison 2007 wechselte für zwei Jahre Junuzović zum neu gegründeten SK Austria Kärnten. Danach unterschrieb er einen Vertrag bei Austria Wien. Er wurde 2010 zum Fußballer des Jahres in Österreich gewählt.
Im Jänner 2012 wechselte er zum SV Werder Bremen. Sein Debüt in der deutschen Fußball-Bundesliga gab er eine Woche später am 5. Februar im Auswärtsspiel des SV Werder beim SC Freiburg (2:2). Sein erstes Tor in der Bundesliga erzielte er am 23. September 2012 beim Heimspiel gegen den VfB Stuttgart mit dem Treffer zum 2:0. In den folgenden Jahren war er Leistungsträger bei den Bremern. 2015, vor dem Auslaufen seines Vertrags, waren deshalb auch andere Vereine an ihm interessiert. Nach Presseberichten soll es auch Angebote gegeben haben, die höher dotiert waren als jenes von Werder Bremen. Im Februar 2015 schließlich verlängerte er seine Vertragslaufzeit bei Werder Bremen bis 2018.
Die Bundesliga-Saison 2014/15 schloss Junuzović mit 15 Vorlagen als zweitbester Assistgeber ab. Zudem erzielte er sechs Tore, fünf davon per Freistoß.
Junuzović verließ Werder Bremen nach Ende der Saison 2017/18 und kehrte nach Österreich zurück, wo er sich dem FC Red Bull Salzburg anschloss, bei dem er einen bis Juni 2021 laufenden Vertrag erhielt. Dieser wurde im Dezember 2020 um ein Jahr verlängert. Im März 2022 wurde bekanntgegeben, dass sein Vertrag in Salzburg nicht mehr verlängert wird und der Mittelfeldspieler den Verein nach vier Jahren verlässt. Für Salzburg kam er insgesamt zu 121 Pflichtspieleinsätzen, in denen er 13 Tore erzielte.
Ein Jahr nach dem Ende seiner Profikarriere unterschrieb Junuzovíc beim viertklassigen Salzburger AK 1914.

#### Nationalmannschaft
Nach mehreren Einsätzen in diversen ÖFB-Nachwuchsteams nahm er im Jänner 2006 am ÖFB-Teamtrainingslager in Dubai teil. Sein Debüt in der Nationalmannschaft absolvierte er im Spiel gegen Kanada am 1. März 2006. Bei der 0:2-Heimniederlage kam er in der 61. Spielminute anstelle von Muhammet Akagündüz auf den Platz.
Im Juli 2007 nahm er an der U-20-Weltmeisterschaft in Kanada teil, bei der Österreich den vierten Platz belegte.
Bei der Fußball-Europameisterschaft 2016 in Frankreich wurde er in das Aufgebot Österreichs aufgenommen. In der ersten Partie gegen Ungarn stand er in der Startaufstellung, musste dann aber verletzt ausgewechselt werden. In den verbleibenden beiden Spielen konnte er dann nicht mehr eingesetzt werden. Das Team schied als Letzter der Vorrundengruppe aus.
Am 13. Oktober 2017 gab Junuzović nach elf Jahren und 55 Länderspielen seinen Rücktritt aus der Nationalmannschaft bekannt. Seinen letzten Teameinsatz bestritt er am 11. Juni 2017 beim 1:1-Unentschieden im Rahmen der WM-Qualifikation 2018 im Auswärtsspiel gegen Irland, in dem er in der 79. Spielminute gegen Florian Grillitsch ausgewechselt wurde. Den letzten seiner insgesamt sieben Teamtreffer erzielte er am 29. März 2016 bei der 1:2-Heimniederlage gegen die Türkei.

### Als Trainer
Nach dem Auslaufen seines Vertrages entschloss sich Junuzović seine Karriere im Alter von 34 Jahren zu beenden und zur Saison 2022/23 Co-Trainer von Fabio Ingolitsch beim Salzburger Farmteam FC Liefering zu werden. Nach einem halben Jahr bei Liefering ging er im Jänner 2023 in die USA, um sich bei den New York Red Bulls fortzubilden.

## Erfolge
Erfolge mit dem Verein
- Österreichischer Meister: 2019, 2020, 2021, 2022
- Österreichischer Cupsieger: 2019, 2020, 2021, 2022

Individuelle Erfolge
- 1 × Teilnahme an der U-20-Weltmeisterschaft: 2007 (4. Platz)
- 1 × Fußballer des Jahres in Österreich: 2010
- 3 × Bruno (Vereinigung der Fußballer-VdF): Künstler der Saison 2010, Spieler der Saison 2011, Legionär der Saison 2015[20]